# 女王诉达德利与斯蒂芬斯案
女王诉达德利与斯蒂芬斯案（英語：R v Dudley and Stephens）是英美普通法系中的经典案例，為英國維多利亞時代的法律事件。四名船员中的两人为了生存杀死并食用了另一名船员，引起了有关食人在内的一系列伦理争议。英國政府認為應該將兩人依謀殺罪起訴，而後两人仍被法院判處絞刑，基於當時的民意與人道立場，女王特赦了两人，將死刑改為監禁半年。但建立了「紧急避难不能合理化谋杀行徑」的法律論述。

## 案件经过
1884年5月19日，船长汤姆·达德利、大副埃德温·斯蒂芬斯、水手埃德蒙·布鲁克斯、船舱服务员理查德·帕克四人乘“木犀草號”游艇从英格蘭的南安普顿前往悉尼。
1884年7月5日，在南大西洋离岸1300英里处（距离好望角约2600公里处）遭遇強風，船长达德利下令頂風緩行，防浪挡板被海浪冲垮，船只即将沉没。达德利当即命令降下救生艇，四名船员均逃上救生艇，但仅带了两罐蕪菁和几件航海工具，没有携带淡水。
1884年7月7日，达德利将第一罐蕪菁分给每个人。
1884年7月9日，捕获一只海龟并食用，此间由于龟血受到海水污染所以并未饮用。在此后几天，四人吃完了另一罐蕪菁。
1884年7月13日，四人开始饮用自己的尿。
1884年7月16日（一说17日），四人开始讨论是否通过抽签决定一人牺牲以保住其他人的生命，但是未达成共识。
1884年7月20日，斯蒂芬斯出现不适症状，帕克开始生病，原因可能是饮用了海水。
1884年7月23日（一说24日），帕克开始昏迷。达德利表示以某人的死换取其他人的生存是比较明智的选择，布鲁克斯表示拒绝。当晚，达德利和斯蒂芬斯表示帕克快死了而且是孤儿，而其余三人都有妻子家庭。
1884年7月24日（一说25日），斯蒂芬斯按住了帕克的双腿，达德利在祷告后用折疊刀插入帕克的颈动脉杀死了帕克。
1884年7月29日，三人被德国船只“蒙德祖玛號”救起。
1884年9月6日，三人被送往英格蘭法尔茅斯市。进入海关时，由于发生了运输损失，根据法律，三人做出了法律供词。港务警察、海关官员拉维尔蒂负责记录证词并由于对杀死帕克的工具存有怀疑，其扣留了折刀并承诺返还。该证词被发给英国贸易委员会和航运登记总代理。航运登记总代理认为应将三人扣留，但贸易委员会认为仅需告知英国内政部而不用采取任何强制措施。由于周末内政部放假，拉维尔蒂以公海谋杀的名义向法尔茅斯市长利迪科特申请逮捕达德利等人并成功得到了逮捕令。三人于是被扣留在当地警察局中。
1884年9月8日，早上三人见到治安官。治安官按照谋杀案惯例咨询政府法务官的意见，而政府法务官建议拉维尔蒂申请还押候审并延期。当地律师哈里·蒂利代表达德利等人出庭同时要求保释，但治安官与市长商议，后仍将三人押回警察局。
1884年9月11日，英国内政部长威廉·哈考特爵士接到案卷文件。哈考特在与总检察长詹姆斯爵士及副检察长赫舍尔爵士商议后决定提起控告。在治安官面前，尤其当帕克兄弟丹尼尔在法庭上与三位被告握手以后，法尔茅斯当地市民普遍支持三名被告，案件被再次延期至18日。
1884年9月18日，由于供词仅能用于供述者本人，不能用于共同被告，律师威廉·丹克沃茨向法庭提出其不打算提出任何不利于布鲁克斯的证据并要求撤销对布鲁克斯的指控，从而能将布鲁克斯作为本项指控的证人，治安官表示同意。丹克沃茨启动指控，将布鲁克斯和听到幸存者故事的人作为证人。哈里·蒂利成功申请了保释。内政部向法庭指示保释是恰当的。在三人回至家中时，该案已经被各国媒体普遍报道。舆论对被告有利，但是哈考特对舆论反感，决心判被告有罪。
1884年11月3日，在埃克塞特市举行的康沃尔郡与德文郡冬季巡回审判中，约翰·赫德尔斯顿爵士主持对达德利和斯蒂芬斯斯的审判。其中御用大律師查尔斯负责指控，御用大律師科林斯负责为被告辩护，辩护费用由一个公众捐助成立的辩护基金支付。达德利和斯蒂芬斯申辩无罪。查尔斯开始指控，反对将危急状况和精神失常作为申辩理由，但同时查尔斯在考虑了救生艇上的恶劣状况下建议最终诉宽宥被告。在接下来赫德尔斯顿和科林斯的讨论中，赫德尔斯顿仅表示其将依法作出裁决而不关注辩护方的任何意见。赫德尔斯顿意识到了地方陪审团的热情，决意不使本案败诉，以解决危急状态作为辩护理由的法律问题，于是赫德尔斯顿要求陪审团要么接受被告犯有谋杀罪的裁决要么提交一份特别裁定（特别裁定在过去较为常见，但1785年至该案审理时从未提交过）。特别裁定仅陈述案件事实而不提供其他意见，而由法官根据裁定的事实判定是否能证明有罪。赫德尔斯顿没有等陪审团裁定，而是拿出一份提前拟定的特别裁定并逐段要求陪审团确认，陪审团则设法向其中加入了一些事实。赫德尔斯顿延长了被告保释期并将巡回审判移到他在伦敦的王宫法院办公室，审理日期定为11月25日。
1884年11月25日，康沃尔郡和德文郡冬季巡回审判在王室法院第二法庭重新举行。但由于诉讼存在诸多问题案件被安排在12月4日。
1884年12月2日，詹姆斯撤回了其在12月2日提出的扩充巡回法庭的主张。
1884年12月4日，王座法院分庭首席大法官科尔里奇爵士主持审理。法官一致认为被告有罪。达德利和斯蒂芬斯被拘禁在霍洛威监狱。
1884年12月9日，斯蒂芬斯和达德利被法院判处绞刑，但法官同时建议予以宽赦。
1884年12月12日，哈考特做出了6个月监禁的判决。
1884年12月13日，判决被告知给斯蒂芬斯和达德利，但两人均对此表示失望。

## 相关人物
- 达德利：“木犀草號”船长，1900年于澳大利亚因黑死病去世，被当地人称作“食人者汤姆”。
- 理查德·帕克：孤儿、船舱服务员，死亡时十七岁，其出生地附近的南安普敦市东郊梨树坪教堂立有墓碑。

## 相关作品
《少年Pi的奇幻漂流》中同男主角一同漂流的老虎名字理查·帕克即为本案中被食者的名字。

## 外部連結
- 判决书全文